# Hellmut Stern

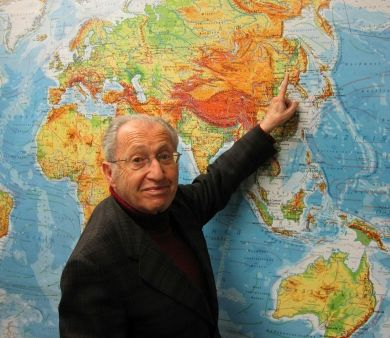
Hellmut Stern zeigt die Lage von Harbin auf einer Weltkarte (2011)

Hellmut Stern (* 21. Mai 1928 in Berlin; † 21. März 2020 ebenda) war ein deutscher Geiger, Mitglied der Berliner Philharmoniker und Buchautor.

## Leben
Hellmut Stern war ein Sohn des jüdischen Bankangestellten und Gesangslehrers Dittmar Stern und der jüdischen Klavierlehrerin Ilse Wolff, er hatte zwei Schwestern. Als Kind erlebte er die Novemberpogrome 1938 in Berlin, flüchtete mit seinen Eltern über Irrwege bis nach Harbin, wo er unter extremer Armut den Rassenwahn der Nationalsozialisten überlebte. Als Pianist und Geiger trug er in den elf Jahren des Exils in der Mandschurei dazu bei, seine Familie über Wasser zu halten. Er spielte in Bars, Nachtclubs und Hotels, bis 1949 die Ausreise nach Israel möglich wurde. Als Barpianist im King-David-Hotel in Jerusalem lernte er 1951 seinen berühmten Namensvetter Isaac Stern kennen, der ihm den Weg zum Israel Philharmonic Orchestra in Tel Aviv ebnete. Über musikalische Stationen in namhaften Orchestern in St. Louis und New York kehrte Stern 1961 schließlich nach Berlin zurück. In der Folge gehörte er 34 Jahre lang dem Berliner Philharmonischen Orchester an, in dem er als erster Geiger, Orchestervorstand und Konzertmeister mit allen führenden Dirigenten seiner Zeit, hauptsächlich jedoch mit Herbert von Karajan, zusammenarbeitete.
In der Zeit seiner Zugehörigkeit zu den Berliner Philharmonikern wirkte Stern auch an einer Vielzahl an Plattenproduktionen mit, hauptsächlich unter dem Dirigat von Herbert von Karajan. In zahlreichen Konzerten trat er als Solist auf, so zum Beispiel im Jahr 1982 beim „humoristischen Festkonzert“ zum 100. Geburtstag der Berliner Philharmoniker, dirigiert von Vicco von Bülow (Loriot). Wegen seiner herausragenden Verdienste als Orchestervorstand und Konzertmeister der Berliner Philharmoniker wurde er 1993 vom damaligen Bundespräsidenten Richard von Weizsäcker mit dem Verdienstorden der Bundesrepublik Deutschland ausgezeichnet. Den Höhepunkt seiner Karriere erlebte Stern, der sowohl die deutsche als auch die israelische Staatsbürgerschaft besaß, im Jahr 1990: Nach dem Tod Karajans initiierte er als Orchestervorstand die weltweit beachtete erstmalige Israel-Tournee der Berliner Philharmoniker unter dem Dirigat von Daniel Barenboim.
Auf Vorschlag von Staatsopernintendant a. D. Hans Pischner und Präsident KS Heiko Reissig wurde Hellmut Stern zum ordentlichen Ehrenmitglied der Europäischen Kulturwerkstatt (EKW) Berlin-Wien im Jahr 2008 ernannt.
Nach seiner aktiven musikalischen Karriere veröffentlichte er seine Autobiografie Saitensprünge, über die die Frankfurter Allgemeine Zeitung schrieb: „Diesen Rahmen eines abenteuerlichen Lebenslaufs füllt Stern prall mit gefährlichen, beglückenden oder rührenden Ereignissen.“ 2007 erschien das Hörbuch Weil ich überall auf der Welt zu Hause bin (Autor David Dambitsch), in dem Hellmut Stern gemeinsam mit seinem Freund Daniel Barenboim zu hören ist. Noch im hohen Alter unternahm Stern als Zeitzeuge vielbeachtete Vortragsreisen im In- und Ausland. Er starb im März 2020 im Alter von 91 Jahren in Berlin.

## Werke
- Saitensprünge – Erinnerungen eines leidenschaftlichen Kosmopoliten. Aufbau Verlag, Berlin 2000. ISBN 978-3-7466-1684-1.
- Weil ich überall auf der Welt zu Hause bin – David Dambitsch – Hörbuch. Airplay-Entertainment, 2007. ISBN 978-3-935168-64-9.
- Flucht und Heimkehr. Der lange Weg zu den Berliner Philharmonikern, in: Wolfgang Benz, Marion Neiss (Hrsg.): Die Erfahrung des Exils: exemplarische Reflexionen. Berlin : Metropol, 1997, S. 127–153